# Ilirjan Çaushaj
Ilirjan Çaushaj, noto anche come Ilir Çaushaj (Përmet, 18 marzo 1987), è un ex calciatore albanese, di ruolo centrocampista.

## Palmarès

### Club

#### Competizioni nazionali
- Coppa d'Albania: 1

Flamurtari Valona: 2008-2009